# ウィリアム・ウォレス・キャンベル

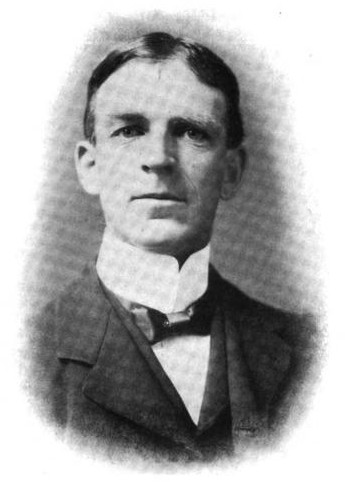
ウィリアム・キャンベル

ウィリアム・ウォレス・キャンベル（William Wallace Campbell、1862年4月11日 - 1938年6月14日）は、アメリカ合衆国の天文学者である。火星大気のスペクトル研究、天体の体系的な視線速度の観測を行った。
オハイオ州ハンコック郡生まれ。ミシガン大学を卒業後、ミシガン大学講師、1891年からリック天文台で働き1900年から1930年までリック天文台の所長を務めた。1923年からはカリフォルニア大学（現在のカリフォルニア大学バークレー校）の学長も務めた。火星や星雲や新星のスペクトル研究を行い、天体の視線速度の体系的な測定するプロジェクトのリーダーとなった。
小惑星番号2751番Campbellは彼にちなむ。また、月と火星のクレーターに名を残す。

## 賞歴
- ラランド賞(1903年)
- ヘンリー・ドレイパー・メダル(1906年)
- イギリス王立天文学会ゴールドメダル (1906年)
- Janssen Medal (1910年)
- ブルース・メダル (1915年)